# Vincenzo Bellisario
Vincenzo Bellisario (Lanciano, 15 giugno 1917 – Roma, 21 dicembre 1969) è stato un politico italiano, fu senatore della Repubblica della Democrazia Cristiana.

## Biografia
Antifascista, discepolo di monsignor Tesauri, tra i primi attivisti della Democrazia Cristiana e fu uno dei principali rappresentanti della corrente della "sinistra" democristiana in Abruzzo. Laureato in lettere e filosofia all'Università degli Studi di Napoli Federico II, lavorò come docente. 
Nel 1958 viene eletto per la prima volta al Senato con la DC. Fu nel frattempo tra i fondatori della Banca popolare di Lanciano, costituita in data 2 dicembre 1962 e di cui fu presidente fino al 1964, quando si dimise a causa degli impegni parlamentari.
Rieletto al Senato alle elezioni del 1963, fu fra gli autori della riforma della scuola media unificata: la scuola media inferiore entrò effettivamente in vigore nel 1965 con l'unificazione delle scuole medie/ginnasi che davano accesso ai licei e delle scuole di avviamento professionale che davano accesso alle scuole tecnico/professionali.
Viene confermato senatore alle elezioni del 1968 e nella V legislatura ricopre vari incarichi di governo: nel Governo Leone II è sottosegretario alla pubblica istruzione dal 26 giugno al 12 dicembre 1968, nel Governo Rumor I è sottosegretario al lavoro e alla previdenza sociale dal 14 dicembre 1968 al 5 agosto 1969, mentre nel successivo Governo Rumor II è sottosegretario alla pubblica istruzione rimanendo in carica fino alla morte, sopraggiunta il 21 dicembre 1969, all'età di 52 anni.
Successivamente anche suo fratello Nicola, verrà eletto parlamentare per la DC.

## Riconoscimenti
- Il Comune di Lanciano gli ha intitolato una strada e una scuola elementare.
- Il Comune di Avezzano gli ha intitolato una strada.
- Il Comune di Mozzagrogna gli ha intitolato la scuola secondaria di primo grado.
- La Provincia dell'Aquila gli ha intitolato l'Istituto Statale d'Arte di Avezzano.
- La Provincia di Pescara gli ha intitolato l'Istituto Statale d'Arte di Pescara[2].